# Peltops blainvillii
El peltopo llanero  (Peltops blainvillii) es una especie de ave paseriforme de la familia Artamidae endémica de Nueva Guinea y algunas islas menores aledañas.

## Distribución y hábitat
Se encuentra en la isla de Nueva Guinea y la Raja Ampat.
Su habitat natural son los bosques húmedos tropicales de tierras bajas.

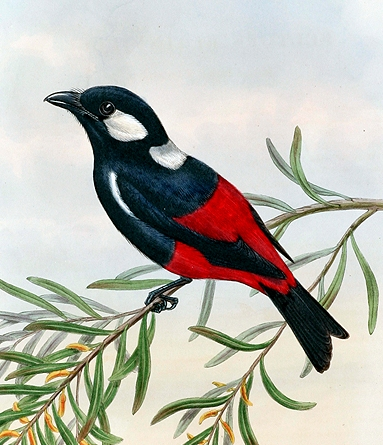
Peltopo llanero.